# Wilhelmine de Hesse-Darmstadt
Ne doit pas être confondu avec Wilhelmine-Louise de Hesse-Darmstadt.
Wilhelmine de Hesse-Darmstadt (en allemand : Auguste Wilhelmine Maria), née le 14 avril 1765, décédée le 30 mars 1796, est une princesse allemande de la maison de Hesse et duchesse de Deux-Ponts-Birkenfeld par son mariage en 1785.

## Biographie
Fille de Georges-Guillaume de Hesse-Darmstadt et de Marie-Louise de Linange, Wilhelmine de Hesse-Darmstadt épouse en 1785 Maximilien de Deux-Ponts-Birkenfeld, cousin et héritier de Charles-Théodore, Électeur de Bavière et de Palatinat, qui devient Électeur en 1799 puis le premier roi de Bavière en 1806.
Cinq enfants sont issus de ce mariage : 
- Louis (Strasbourg 25 août 1786 - Nice 29 février 1868), roi de Bavière (Louis Ier) en 1825, il épouse en 1810 Thérèse de Saxe-Hildburghausen (1792-1854) (postérité) ;
- Augusta-Amélie (Strasbourg 21 juin 1788 - Munich 13 mai 1851). En 1806, elle épouse Eugène de Beauharnais, fils adoptif de l'empereur et roi Napoléon Ier, vice-roi d'Italie puis duc de Leuchtenberg (postérité) ;
- Amélie Marie Auguste (Mannheim 9 octobre 1790 - Darmstadt 24 janvier 1794) ;
- Caroline-Augusta (Mannheim 8 février 1792 - Vienne 9 février 1873). Elle épouse en 1808 le roi Guillaume Ier de Wurtemberg dont elle divorce en 1814, puis elle épouse en 1816 François Ier, empereur d'Autriche (sans postérité de ses deux unions) ;
- Charles Théodore Maximilien Auguste (Mannheim 7 juillet 1795 - Tegernsee d'une chute de cheval le 16 août 1875) ; il contracte deux unions morganatiques. En 1834, il épouse Sophie Pétin (1796-1838), titrée baronne von Bayrstorff (postérité non dynaste). Ensuite en 1859, il épouse Henriette Schöller (1815-1866) (postérité non dynaste).

Son époux épouse en secondes noces Caroline de Bade qui lui donne de nombreuses filles, lesquelles après la période napoléonienne, montent sur les principaux trônes allemands.
Par sa sœur Frédérique de Hesse-Darmstadt, épouse du duc Charles II de Mecklembourg-Strelitz, elle est la tante de la fameuse reine Louise de Prusse. Une autre sœur, Louise, épousa leur cousin, le margrave Louis X de Hesse-Darmstadt. Ses frères restent célibataires ou contractent des unions morganatiques, ce qui met fin à cette branche cadette de la Maison de Hesse-Darmstadt.